# Mühlau, Aargau
Mühlau (schweizertyska: Mülau) är en ort och kommun i distriktet Muri i kantonen Aargau, Schweiz. Kommunen har 1 336 invånare (2023).